# Mansion Musik
Mansion Musik – piąty studyjny album amerykańskiego rapera i piosenkarza Trippiego Redda. Został wydany przez 10K Projects i 1400 Entertainment 20 stycznia 2023 roku. Na albumie gościnnie wystąpili; Chief Keef, Future, Lil Baby, nieżyjący już Juice Wrld, Travis Scott, Lil Durk, Nardo Wick, Kodak Black, Big30, Lucki, Rich the Kid, Summrs, Fijimacintosh, Rylo Rodriguez, Ski Mask the Slump God, G Herbo, Rob49, DaBaby i Lil B. Producentem wykonawczym był Chief Keef, krążek stanowi kontynuację poprzedniego albumu Redda, Trip at Knight (2021).

## Wydanie i promocja
Na początku 2023 r. Redd ogłosił tytuł albumu. 9 stycznia 2023 r. Ujawnił, że Travis Scott pojawi się w jednej piosence, publikując zdjęcie wykonane podczas ich wspólnej rozmowy. Dokładnie tydzień później Redd opublikował fragmenty wspólnej piosenki z Travisem Scottem i Future. Tego samego dnia ujawnił listę utworów z albumu.

## Lista utworów
| No.                | Tytuł                                         | Twórcy                                                                                | Producent                                             | Długość |
| ------------------ | --------------------------------------------- | ------------------------------------------------------------------------------------- | ----------------------------------------------------- | ------- |
| 1.                 | "Mansion Musik"                               | - Michael White IV - Andreas Matura - Igor Mamet - Peter Jideonwo                     | - Nadddot - Igor Mamet - Bacon and Popcorn            | 3:37    |
| 2.                 | "Atlantis" (gościnnie: Chief Keef)            | - White - Keith Cozart - SJR Beats                                                    | SJR                                                   | 4:12    |
| 3.                 | "Psycho" (gość: Future)                       | - White - Nayvadius Wilburn - Cas van der Heijden - Mamet - Hunter Roberts - Jideonwo | - Loesoe - Mamet - Hunter - Bacon and Popcorn         | 4:38    |
| 4.                 | "Fully Loaded" (gość: Future, Lil Baby)       | - White - Wilburn - Dominique Jones - van der Heijden - Mamet - Roberts - Jideonwo    | - Loesoe - Mamet - Hunter - Bacon and Popcorn         | 2:55    |
| 5.                 | "Knightcrawler" (gość: Juice Wrld)            | - White - Jarad Higgins - Chris Barnett                                               | CB                                                    | 2:57    |
| 6.                 | "Van Helsing"                                 | - White - Matura - Mamet - Jideonwo                                                   | - Nadddot - Mamet - Bacon and Popcorn                 | 2:53    |
| 7.                 | "Dark Brotherhood" (gość: Lil Baby)           | - White - Jones - Matura - Mamet - Jideonwo                                           | - Nadddot - Mamet - Bacon and Popcorn                 | 3:39    |
| 8.                 | "Free Rio"                                    | - White - Mamet - Roberts - Jideonwo - Matt Bosley                                    | - Mamet - Hunter - Bacon and Popcorn - Bosley         | 2:59    |
| 9.                 | "Krzy Train" (gość: Travis Scott)             | - White - Jacques Webster II - Mamet - Roberts - Jideonwo - Bosley                    | - Mamet - Hunter - Bacon and Popcorn - Bosley         | 3:50    |
| 10.                | "Muscles" (gość: Lil Durk)                    | - White - Durk Banks - Mamet - Roberts - Jideonwo - Sil van Bebber                    | - Mamet - Hunter - Bacon and Popcorn - UK24           | 3:11    |
| 11.                | "Goodfellas" (gość: Nardo Wick)               | - White - Horace Walls III - Mamet - Jideonwo - van der Heijden                       | Loesoe                                                | 2:46    |
| 12.                | "Killionaire"                                 | - White - Matura - Mamet - Jideonwo                                                   | - Nadddot - Mamet - Bacon and Popcorn                 | 2:36    |
| 13.                | "High Hopes" (gość: Big30)                    | - White - Rodney Wright Jr. - Darrell Jackson - Mamet - Jideonwo                      | - Chopsquad DJ - Mamet                                | 2:53    |
| 14.                | "Die Die" (gość: Lucki)                       | - White - Lucki Camel Jr. - Mamet - Jideonwo - van Bebber                             | UK24                                                  | 3:12    |
| 15.                | "Who Else!" (gość: Rich the Kid)              | - White - Dimitri Roger - van der Heijden - Mamet - Roberts - Jideonwo                | - Loesoe - Mamet - Hunter - Bacon and Popcorn         | 2:27    |
| 16.                | "Biggest Bird" (gość: Summrs)                 | - White - Deante Johnson - Zodiac                                                     | Zodiac                                                | 2:46    |
| 17.                | "Hideout" (gość: Fijimacintosh)               | - White - Tyvion Harris - van der Heijden - van Bebber - Vladislav Piasetskyi         | - Loesoe - UK24                                       | 2:50    |
| 18.                | "Witchcraft" (gość: Rylo Rodriguez)           | - White - Ryan Adams - Matura                                                         | Nadddot                                               | 2:37    |
| 19.                | "Toilet Water" (gość: Ski Mask the Slump God) | - White - Stokeley Goulbourne - Mamet - Roberts - Jideonwo - Bosley                   | - Mamet - Hunter - Bacon and Popcorn - Bosley         | 2:57    |
| 20.                | "Pure" (gość: G Herbo)                        | - White - Herbert Wright III - Jideonwo - Jackson - Mamet                             | - Chopsquad DJ - Mamet                                | 3:14    |
| 21.                | "Rock Out" (gość: Chief Keef)                 | - White - Cozart - Hitmula                                                            | Hitmula                                               | 2:06    |
| 22.                | "Armageddon" (gość: Rob49)                    | - White - Robert Thomas - Matura - Mamet - Jideonwo                                   | - Nadddot - Mamet - Bacon and Popcorn                 | 2:27    |
| 23.                | "Nun" (gość: DaBaby)                          | - White - Jonathan Kirk - van Bebber - Mamet - Roberts - Jideonwo                     | - UK24 - Mamet - Hunter - Bacon and Popcorn           | 2:33    |
| 24.                | "Swag Like Ohio Pt. 2" (gość: Lil B)          | - White - Brandon McCartney - Mamet - Roberts - Jideonwo - Bosley                     | - Mamet - Hunter - Bacon and Popcorn - Bosley         | 3:00    |
| 25.                | "Colors" (gość: Kodak Black)                  | - White - Bill Kapri - Jordan Jenks - Mamet - Roberts - Jideonwo                      | - Pi’erre Bourne - Mamet - Hunter - Bacon and Popcorn | 2:44    |
| Całkowita długość: | Całkowita długość:                            | Całkowita długość:                                                                    | Całkowita długość:                                    | 76:00   |

## Notowania
| Lista (2023)                       | Pozycja |
| ---------------------------------- | ------- |
| Australia (ARIA)                   | 73      |
| Austria (Ö3 Austria)               | 31      |
| Belgia (Ultratop Flanders)         | 77      |
| Kanada (Billboard)                 | 9       |
| Holandia (Album Top 100)           | 39      |
| Francja (SNEP)                     | 174     |
| Niemcy (Offizielle Top 100)        | 51      |
| Nowa Zelandia (RMNZ)               | 40      |
| Norwegia (VG-lista)                | 29      |
| Szwajcaria (Schweizer Hitparade)   | 19      |
| Wielka Brytania (OCC)              | 79      |
| USA Billboard 200                  | 3       |
| Top R&B/Hip-Hop Albums (Billboard) | 2       |